# 马连良

马连良

马连良（1901年2月28日—1966年12月16日），字温如，回族，北京人。中国京剧艺术家，老生演员。民国时期京剧三大家之一，中国民主同盟成员。是扶风社的招牌人物。拿手戏目有《借东风》《甘露寺》《清风亭》等。

## 生平
父马西园，是一茶馆业主，与著名京剧演员谭小培熟识。9岁入北京喜连成科班，先从茹莱卿学武生，开蒙戏即《石秀探庄》，后受业于叶春善、蔡容贵、萧长华等老生名家，并酷爱谭派、贾派艺术。萧长华据孙派《雍良关》，创作《借东风》一剧，传授给他。马连良努力研究，终使《借东风》成为响誉全国的名剧。23岁自行组班扶風社，发展成为独树一帜的“马派”表演风格，自1920年代至1960年代盛行不衰。
1940年代末旅居香港，1950年代初回中國大陸，出任北京京劇團（現在的北京京劇院）團長，1962年起同時兼任北京市戏曲学校校长。
中華人民共和國攝製的《群英會》、《秦香蓮》京劇電影保存紀錄了他的京劇表演藝術，中央人民廣播電台和中國唱片公司給他錄製了許多廣播京劇和京劇唱片。
馬連良因《海瑞罷官》事件被迫害致死。在文化大革命中被抄家與關進牛棚裡，馬連良曾與老舍、蕭軍、荀慧生、白芸生等一起被批鬥，當場剃成陰陽頭，墨汁淋在腦袋上，圍跪在大火四周，一面灼烤，一面用鋼頭皮帶抽頭，並拳打腳踢，個個頭破血流。1966年12月13日，因意外摔倒被送至北京阜外醫院，3天後不治。1979年3月27日北京市文化局恢复其名誉。
馬連良主演的京劇電影：《梅龍鎮》、《借東風》、《漁夫恨》、《群英會》、《秦香蓮》。主演現代京劇（京劇現代戲）：《杜鵑山》（1964年版）、《年年有餘》（1965年）等。

## 培養后進
門下弟子有李萬春、朱耀良、李慕良、言少朋、周嘯天、王和霖、王金璐、遲金聲、汪正華、梁益鳴、張學津、馮志孝（馮志效）、張克讓、安雲武、楊汝震、趙世璞、申鳳梅、郎石林、劉廣義等，馬長禮是他的義子（養子），梅葆玥是他的乾女兒。
在北京戏校做校长期間培養了許多學生，如李寶春。

## 家庭
马连良原配夫人王慧茹，生五子二女：早夭长子、崇义、崇礼、崇智、崇延，早夭长女、莉；继室陈慧琏，生二子二女：崇政、崇恩及静敏、小曼。另有长女萍秋、长子崇仁，为亲生长女和亲生长子早夭后抱养的孩子，其中崇仁原姓夏，为马连良堂姐与其丈夫夏玉仓所生。崇仁为京剧净角，小曼为京剧旦角。

### 引用
1. ↑  .   [2017-03-25]. （原始内容存档于2021-03-14）.
2. ↑   马龙. . 北京: 团结出版社. 2014年1月: 5–6. ISBN 9787512622708.

### 來源
書籍
- 《一陣風，留下了千古絕唱─馬連良往事》章詒和 著，收錄在同名作品，牛津大學出版社2005年1月初版，ISBN 0-19-597498-0；台灣時報出版2005年1月初版，ISBN 9571342661
- 《伶人往事：写给不看戏的人看》，湖南文藝出版社2006年10月版，ISBN 7540438177